# Страстите Христови
 Тази статия е за религиозния термин.  За филма вижте Страстите Христови (филм).  
Страстите Христови (от старобълг. *strastь „страдание“ < *strad- „страдам“) според синоптичните Евангелия е съвкупността от събития, принасящи физическите и духовни страдания на Исус Христос през последните дни на Страстната седмица, и по-специално през последните часове от земния път на Бог Син в християнството, т.е. непосредствено преди Христовото разпятие. Църквата възпоменава Страстите Христови в последните дни преди Великден.
Специално място в Христовите Страсти заемат събитията след „Тайната вечеря“:
- Предателството на Юда
- Арест
- Съдебен процес
- Бичуване
- Кръстният път към Голгота
- Христовото разпятие – кулминацията на Страстите Христови.

Християните вярват, че много от Христовите Страсти са предсказани от пророците в Стария завет, както и от самия Исус.
|  | Тази страница частично или изцяло представлява превод на страницата „Страсти Христовы“ в Уикипедия на руски. Оригиналният текст, както и този превод, са защитени от Лиценза „Криейтив Комънс – Признание – Споделяне на споделеното“, а за съдържание, създадено преди юни 2009 година – от Лиценза за свободна документация на ГНУ. Прегледайте историята на редакциите на оригиналната страница, както и на преводната страница, за да видите списъка на съавторите. ВАЖНО: Този шаблон се отнася единствено до авторските права върху съдържанието на статията. Добавянето му не отменя изискването да се посочват конкретни източници на твърденията, които да бъдат благонадеждни. |